# U-Space
U-Space est une société française spécialisée dans la construction et l'assemblage de nanosatellites fondée en 2018.

## Historique
U-Space est fondée en février 2018 en tant que spin-off au cœur de l'Innovspace de l'ISAE-SUPAERO, par Fabien Apper (ingénieur ISAE-SUPAERO 2015), Antoine Ressouche (ENAC) et Nicolas Humeau (École des Mines de Nantes). Les fondateurs se sont rencontrés au sein du programme Janus du CNES. Ils travaillaient alors sur le CubeSat Eyesat, lancé en 2019. De décembre 2019 à la fin de la mission, la jeune entreprise est chargée des opérations de ce démonstrateur. 
En 2019, U-Space remporte un appel d’offres pour le compte du CNES afin de concevoir NƐSS, un CubeSat de démonstration technologique de détection des sources interférentes au sol,.
En 2023, U-Space fait partie des 125 entreprises lauréates de la première édition de French Tech 2030.

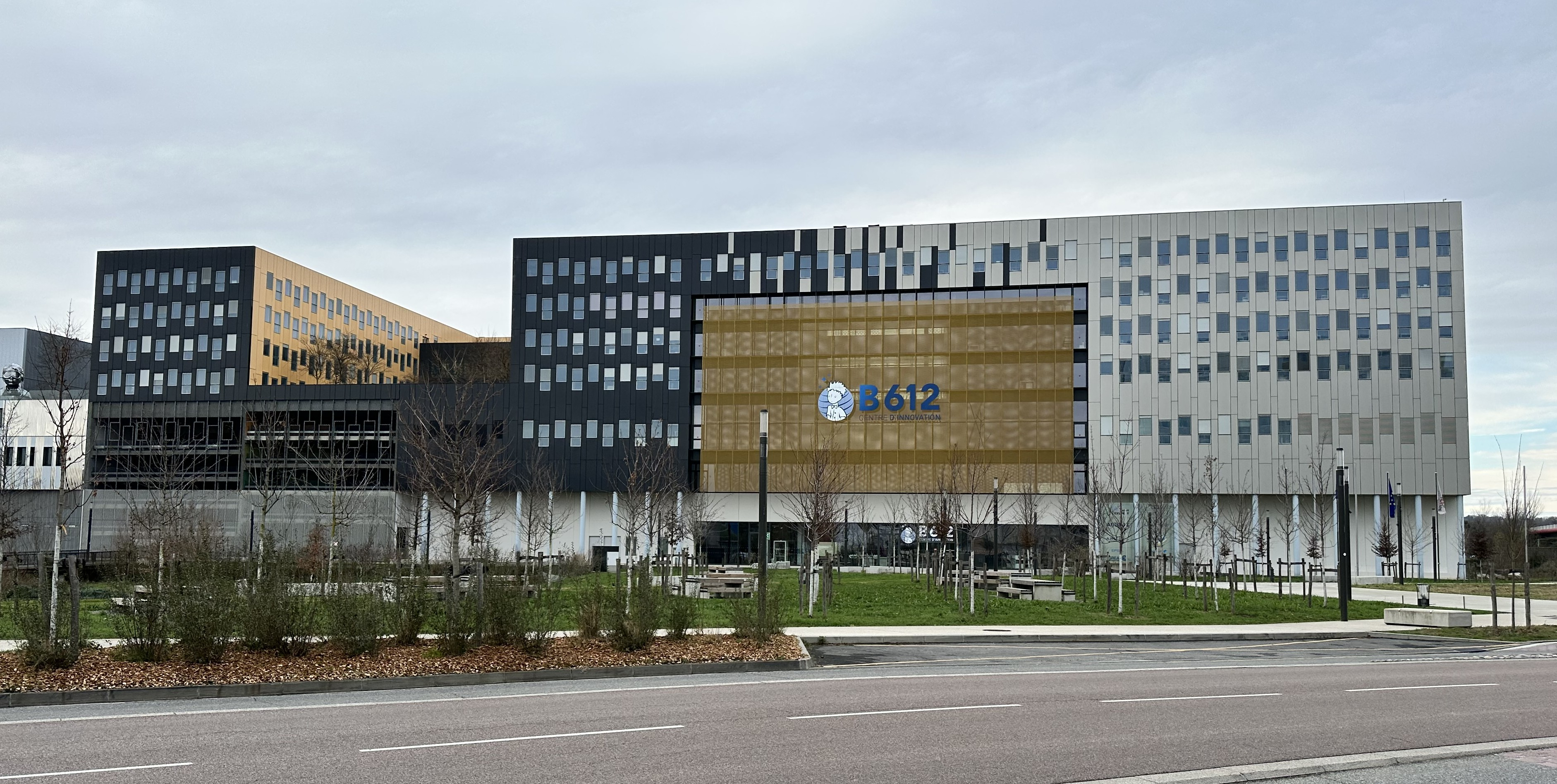
L'immeuble B612 du campus Toulouse Aerospace, abritant l'usine d'U-Space.

Au printemps 2024, U-Space inaugure son usine de nanosatellites, d'une superficie de plus de 1 000 m2. U-Space envisage d'y produire un satellite par jour d’ici fin 2026.